# عاشوق
عَاشُوق (الاسم العلمي: Necrobia)، جنس حشرات خنفسية من فصيلة بوقيات ضارية، أنواعه ثلاثة.